# Festival d'Avignon 2015
La 69e édition du Festival d'Avignon s'est déroulée du 4 au 25 juillet 2015 à Avignon et autour d’Avignon. Le thème en était «Je suis l'autre» en référence directe aux attentats de janvier 2015 en France. Il s'agit de la deuxième année d'Olivier Py à la direction du Festival d'Avignon. Durant cette édition, le nombre total d'entrées a été de 156.076  (dont 43.576 aux manifestations gratuites). Le festival d'Avignon a présenté 58 spectacles pour 280 représentations. Le taux de fréquentation a été de 93,05%.
Les spectacles les plus marquants auront été : 
unanimement plébiscité: le "Richard III" monté par Thomas Ostermeier, à l'Opéra Théâtre d'Avignon. Puis "Des arbres à abattre" du polonais Kristian Lupa, "António e Cleópatra" du portugais Tiago Rodrigues,. La meilleure surprise fut "Forbidden di sporgersi" de Pierre Meunier et Marguerite Bordat inspiré par le texte "Algorithme éponyme" et l'histoire de son auteur : Babouillec. Par ailleurs, le feuilleton-lecture La République de Platon réécrit par Alain Badiou restera comme le phénomène marquant et insolite de cette 69e édition. 
En revanche, Olivier Py, qui s'était programmé en spectacle d'ouverture dans la Cour d'honneur du palais des papes mettant en scène "Le Roi Lear", dont il a fait lui-même une nouvelle traduction, n'a pas convaincu la critique et a divisé le public. Son autre mise en scène tiré de son propre roman "Excelsior" et programmé à "l'autre scène du grand Avignon" : "Hacia la alegría" n'a pas plus enthousiasmé. 
Parallèlement le Festival Off d'Avignon célébrait son 50e anniversaire et comptabilisait 54.000 cartes du Off vendues.